# 蚌埠历史
本文叙述蚌埠自史前时期至今的历史。关于蚌埠的其他情况，见蚌埠市。

## 史前
距今7000多年前，蚌埠地域已經有人类活动踪迹。夏朝时，现蚌埠西和怀远县属涂山氏国，市区东部属钟离国。
今蚌埠地域曾为淮夷族聚居区。传说大禹治水南下淮泗，在今怀远县境涂山娶涂山氏女为妻，并生启。

## 春秋至戰國
今一市三縣地域曾分別為徐方、魯、宋、吳、越、楚等國的邑地。

## 秦至明
秦王朝建立後統一實行郡縣制，今淮河南岸懷遠、蚌埠地域屬九江郡曲陽、鍾離等縣分領，今淮河北岸懷遠、蚌埠、固鎮、五河地域為泗水郡蘄、徐等縣分領。後迭經變更，歷經西漢、東漢、兩晉南北朝、隋、唐、五代十國，至南宋寶祐五年（1257年），始置懷遠軍及荊山縣，轄今懷遠縣及蚌埠市區西部、固鎮縣一部，今蚌埠市區東部屬濠州鍾離縣；南宋咸淳七年（1271年）始置淮安軍及五河縣。南宋、金對峙時期，今固鎮縣先為宿州蘄縣、靈璧縣及泗州虹縣分領，後為宿州、靈璧、荊山、五河等縣分領。 
元至元二十八年（1291年）撤銷懷遠軍，改荊山縣為懷遠縣，今蚌埠市區西屬懷遠縣，東屬鍾離縣；今固鎮縣為宿州及靈璧、五河、懷遠縣分領，五河縣屬泗州。
明洪武年間，鍾離縣先後改為中立縣、臨淮縣，增設鳳陽縣；今蚌埠市區西屬懷遠縣，東屬鳳陽縣；今固鎮縣分屬宿州及懷遠、靈璧、五河、鳳陽縣。同时期，蚌埠设渡成埠，史称蚌埠渡，继而有蚌埠村、蚌埠集等称谓。

## 清朝
清同治二年(1863年)，劃鳳陽縣馬村溝以西、懷遠縣席家溝以東、靈璧縣後樓各一片地域為蚌埠轄地，在淮河北小蚌埠正街原鳳陽縣主簿衙署設立三縣司（後遷至淮河南老大街），為蚌埠最早的地方行政機構。三縣司脫離三縣所轄,直屬鳳陽府衙。同時，三縣司由三縣會委一名佐雜，帶10多名兵丁常駐蚌，專管蚌埠一方行政治安之事。最早的三縣司行政長官，由鳳陽人王福堂充任。三縣司機構主要負責處理民事糾紛，兼有司法、行政兩權。但縣司並不勤於政務。
1909年，津浦铁路蚌埠淮河桥开工建设。1911年淮河桥和蚌埠火车站建成后，逐渐形成较为繁华的地区。

## 中华民国
1912年中華民國成立，民國元年，蚌埠為鳳陽縣轄區,三縣司廢。在蚌埠設置二區保衛團團防局，局長由蔣雲卿擔任，民國2年底，軍閥倪嗣沖在蚌督皖，靠警察機構代行地方政務，區團防局作為行政機構只徒具虛名。民國14年10月直系軍及奉系軍在蚌埠爆發蚌埠戰鬥，民國16年北伐勝利後，團防局撤銷。鳳陽縣在蚌埠設區公所。區長有年更一次者，有數月更一次者。1929年1月，蚌埠曾籌備建市，並成立市政籌備處，由裴益祥主持。但至翌年春，該籌備處即撤銷。民國21年，鳳陽縣改為自治區，將原17個區並為10個區，蚌埠為第七區，仍設區公所。民國24年，鳳陽縣行政區劃調並為4個區,蚌埠為其第二區，設區署。
1937年中日戰爭全面爆發，当时國民政府在蚌埠驻有重兵，桂系廖磊的第七军，东北俞学忠的第五十一军，均驻扎此地，统归第五战区司令官李宗仁指挥。日軍为侵占这一重要据点，先以大批飞机侦察轰炸，接着以排炮(即多门大炮同时发射)为掩护，并以铁甲车为前锋，沿铁路线两侧，乘隙攻击进犯。终于在1938年2月21日，日军分由凤阳刘府、临淮关、长淮卫及沿着淮河南岸分数路合笼。在沿淮河进犯时，用小汽艇散放烟幕掩护，进入蚌埠市区。国军不敵，向徐州方向撤退。在抗战時期，蚌埠為日本所扶持的安徽省維新政府和安徽省政府所在地。

## 抗战时期
民國27年，日本軍攻占蚌埠，在日本統治時期，日本扶持建立了投日的地方政府并與漢奸相勾結，在幾條狹窄的馬路邊開設洋行和俱樂部。日本在蚌埠設的洋行眾多，較大的有三井洋行、東棉洋行、三菱洋行、揚子蛋品公司、東芝洋行、三洋株式會社、江南株式會社等等，這些洋行由日本的大小資本家掌管。日本設立各色洋行的目的，是把占領區變成原料補給基地和市場。此外日本在三號碼頭建立了上海內河輪船公司蚌埠分公司，出售客票，日本人還經營控制著內河水上所有的貨物運輸。資料顯示，抗战時期的蚌埠水陸運輸繁忙，且目的地幾乎涉及所有日占區。此外，以本其次三郎為會長的民船工會，控制、管理船民，負責所有的木帆船的船照。三興株式會社，專營銅板及銅器，廉價收購，集中以後送往日本國內。久華洋行專事收購銅板及其他銅器，為了使銅更快更多地流入日本，日軍還發放收購銅貨證，持該憑證者均有權收購銅板、銅器等，然後轉賣給日本的洋行。謙松洋行原名花月樓，為日本開設的軍妓館，1943年改為謙松洋行，經營土產雜貨。浪花館，也是日本開設的軍妓館，後改為賀津川旅館。至1938年底時，各种卖淫场所多达四五十家，戒吸所（实际是吸毒场所）就有120家。日本人的酒吧间、咖啡馆亦相继出现，身穿和服的日本妇女招摇街市。
日軍利用沈席儒，在蚌埠開設俱樂部，實際是公開的賭場。如新東亞俱樂部、華日俱樂部，當時僅蚌埠中區就開設俱樂部八九間，俱樂部為對賭客進一步地盤剝，還自製了一種紙幣，這種紙幣可以在本俱樂部兌換，或在指定的商店、澡堂內使用。 
投靠日本的倪道和沈席儒，依靠日本扶持在中榮街北段設立煙局，實際上就是辦理公私煙館的審批機關。在煙局以北，開設了“洪濟善堂”，是為官辦煙土店。他們把本市的各類煙館分等級，甲等9張鋪、乙等6張鋪、丙等2張鋪，並規定按等級每月到“洪濟善堂”買規定數量的煙土，不買者不准營業。沈席儒等人還與日本的三菱洋行和三井洋行相勾結，大批量地包銷海洛因，使“洪濟善堂”成為壟斷蚌埠市的毒品中心。另外，中區這一片的“戒吸所”還有“生生戒吸所”。床位有12～13個，並設有單人房間，設有女侍者。 “一樂戒吸所”、“岳明軒戒吸所”，房子有兩套間。 “得意樓戒吸所”是規模較大的，房子有6～7間。 “戒吸所”的設立，使本市的黃金、白銀大量外流，嚴重損害了市民的身體健康，不少人因吸毒成癖，落得個家破人亡。
民國27年暨1938年，汪政府安徽省政府成立，省府设在蚌埠，至此，蚌埠便成为抗战時期安徽的政治、经济、文化交通中心，也成为國府對日斗争的主要地区。为适应新的形势需要，新的特警组织如安徽警务署、警备队、水警队、南京统计局蚌埠特工站(后改为蚌埠政治保卫局，属军统)、蚌埠政治工作局(负责人赵显明，属中统)、侦缉队(内有成员丁学股、丁学林、刘家泰、葛士海等)相继成立。而南京统计局蚌埠特工站活动异常频繁，工作实绩也较大。该站的站长是徐国华(后换谢湘昆)，副站长杨新兰，股长有高元能、吴保全，队员有葛雷、葛兵、杜金龙、杨幼新等，站址设在天锡里。1940年，當時遷往重慶的國府先后派高元能、宋元浦、张乐之、沈仲超、浦春贵、金文超、刘伯生、叶芳、苏成三来蚌埠开展工作，收集情报。可是没多久张乐之、高元能被特工站逮捕，经不住严刑拷打，如实招供，同党无一逃脱，先后叛变，均成为日便衣特务。
日本侵略军占领蚌埠后，宪兵队是他唯一的特务组织。他们经常出没街头巷尾，乱杀无辜，许多人民群众和爱国志士惨遭狗咬、灌凉水的酷刑，有的竟被装进麻袋，投进淮河溺水而死。当时特警组织虽与日军同流合污，但就组织而言，不属日军直接领导，有时也與日本人勾心斗角。1940年秋，汪精卫政府苏浙皖绥靖军蚌埠地区司令部与日本驻蚌侵略军因移风戏院冲突，发生持枪事件日伪军蚌埠移风戏院冲突纪事，后在日本特务机关长樱田大佐、伪苏浙皖绥靖军总部驻蚌办事处主任杨学候等人的调解下，方告结束。

### 国共内战
中國抗日戰爭勝利後，懷遠縣改屬安徽省第十專區，鳳陽縣先後改屬安徽省第九專區、第五專區，五河縣屬安徽省第四專區。民國34年11月25日，經安徽省主席李品仙頒令，報準國民政府行政院核備，蚌埠重新成立市政籌備處，於民國35年1月起接管蚌埠行政事務。1946年11月，蚌埠成立市政籌備處，脫離鳳陽縣，轄原屬鳳陽縣的淮河以南部分地區和淮河以北小蚌埠地區。1947年1月1日，經國民政府內政部批准，蚌埠正式設市，直屬安徽省，為安徽省第一個設市的城市。市政府即日成立，李品和為蚌埠市首任市長。市政府設於今中榮街。民國37年8月29日，李健文代理市長，但不久為李人翹接替。
市政府建立後,正值國內全面內戰。市政府為維護國民政府統治,很快建立起保甲組織,按照“每甲10～30戶,每保10～30甲,每區10～30保”的原則,全市共設5區98保1887甲。同時，進行所謂區保長和市參議員的民選,組織公民宣誓,頒發國民身份證,進行戶口清查和登記等。在財政方面，編訂預算,清理公有房地產,籌備市銀行,建立金庫;在地政方面，整理地籍,徵收土地用於機關建設,確定土地稅徵收的項目和標準;在軍事方面，建立兵役協會和新兵徵集所,對適齡壯丁進行調查,奉軍管區司令部令配徵新兵;在警政保安方面，除劃分警區外，為對付非常事變,市政府會同第八綏靖區司令部充實警察常備武力,建兩個中隊；市面上設置盤查哨,經常派軍警會同值勤對行跡可疑者嚴格盤查。另外，加強彈壓警戒和情報蒐集,充實警備裝置,對民眾進行組訓。
国军在辽沈战役中节节失利，令总统蒋中正预感到东北方面败局已定。考虑到下一步解放军中野有进攻郑州与华野在江淮地区会合的可能，为加强对防守中原和华东地区，扭转不利态势，巩固江淮、屏障南京，国军集结了五个兵团和三个绥靖区的部队共80万人，以徐州为中心，利用津浦、陇海两条铁路，组成东起海州、西迄商丘、北起临城、南达蚌埠，“一点两线”的防御阵线，采取战略守势，准备抗击共产党的进攻。1948年10月下旬，国军调整了战略部署，按照白崇禧“守江必守淮”的指导思想，将徐州剿总的兵力向蚌埠方向转进，重点守备淮河一线。1948年11月6日夜，华东野战军发起淮海战役。本战役对全中国乃至世界局势都有深远影响。所以历史学家杜维运说：“国共会战其实只有三大战役，而三大战役其实只有一大战役。”因为前后辽沈和北平战役解放军分别有明显地利与人和优势。。
蚌埠于1949年1月20日被中國共產黨占領。

## 中华人民共和国
1949年10月1日中華人民共和國成立後，蚌埠市、懷遠縣、五河縣屬皖北行署，今固鎮縣分屬宿縣、五河、靈璧、懷遠4個縣。 
1952年4月，蚌埠市直屬安徽省；上述4縣改屬安徽省宿縣專區，1956年1月改屬蚌埠專區，1961年4月仍屬宿縣專區。 1964年10月，析宿縣、懷遠縣、五河縣、靈璧縣各一部分地區置固鎮縣，屬宿縣專區。 1971年宿縣專區改為地區。
1983年7月，懷遠縣、五河縣、固鎮縣由宿縣地區改劃屬蚌埠市至今。
中華人民共和國建國后，蚌埠是國內為數不多的重要工業城市，有著良好的輕、重工業基礎。 “一五”期間的100個重點項目，蚌埠一地即佔3項 。今天仍是安徽北部的重要城市和交通枢纽。